# 泰特河
泰特河（法語：Têt，法語發音：[tɛt] ⓘ）是法國奧克西塔尼大區东比利牛斯省的河流，位於該國東南部，河道全長114.8公里，流域面積1369平方公里，平均流量每秒11立方米，最終在鲁西永地区卡内注入地中海。

## 外部連結
- http://www.geoportail.fr （页面存档备份，存于）
- The Têt at the Sandre database